# Odo IV van Bourgondië

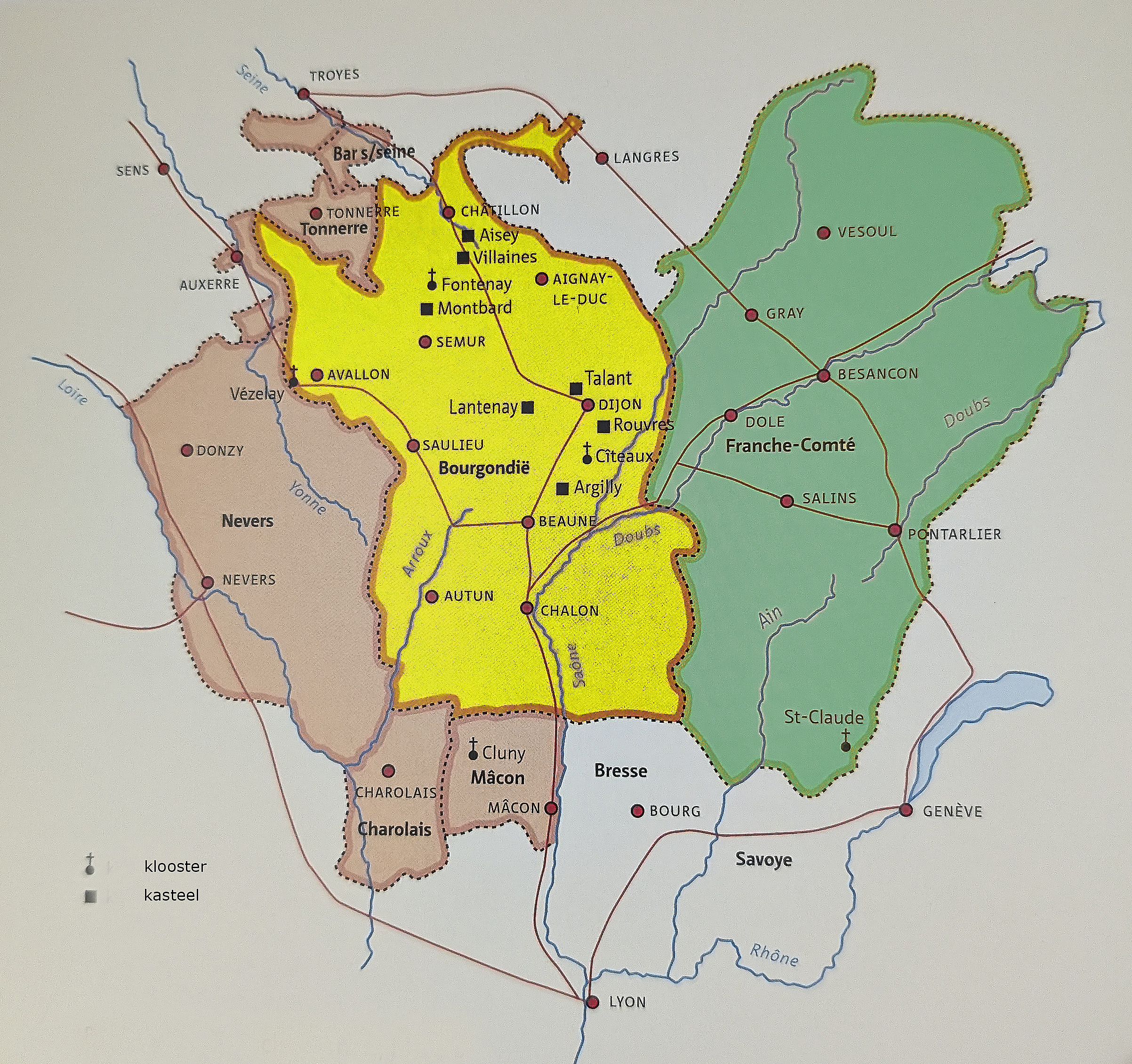
Bourgondië, Franche-Comté en Nevers in de 14e eeuw

Odo IV van Bourgondië (Frans: Eudes IV) (ca. 1295 – Sens, 3 april 1349), ook Eudes IV genoemd, was van 1315 tot 1349 hertog van Bourgondië en van 1330 tot 1347 graaf-gemaal van Bourgondië en Artesië. Hij behoorde tot het huis Bourgondië.

## Bourgondië ten tijde van Odo IV
Bourgondië was een land van heuvels, rivieren , graanvelden, bossen en wijngaarden. Het had een aantal marktstadjes waaronder Dijon, Beaune, Chalon, Autun en Semur. Het telde twee belangrijke abdijen: Cluny en Cîteaux die eeuwenlang Europa beheersten. Er lagen burchten in Argilly, Rouvres, Villaines, Aisey, Montbard, Lautenay en Jugny. Enkel de 40 m hoge toren van het kasteel van Mombard is nog aanwezig in het landschap.

## Levensloop
Odo IV was de tweede zoon van hertog Robert II van Bourgondië en diens echtgenote Agnes van Frankrijk, dochter van koning Lodewijk IX van Frankrijk.
In 1315 volgde hij zijn overleden broer Hugo V op als hertog van Bourgondië. Na de dood van koning Lodewijk X van Frankrijk in 1316 verdedigde Odo de rechten van zijn nicht Johanna II van Navarra tegenover haar oom Filips V, die Lodewijk X als koning van Frankrijk was opgevolgd. In 1318 huwde Odo met gravin Johanna III van Bourgondië (1308-1347), de dochter van koning Filips V van Frankrijk.
Na de dood van zijn broer Lodewijk in 1316 werd Odo IV titulair koning van Thessaloniki en vorst van Achaea. Deze titels verkocht hij in 1320 echter door aan hertog Lodewijk I van Bourbon. In 1330 erfde zijn echtgenote de graafschappen Artesië en Bourgondië van haar moeder Johanna II. Vervolgens bleef het echtpaar beide graafschappen tot de dood van Johanna III in 1347 gezamenlijk besturen.

### Strijd met Franche-Comté
Franche-Comté telde belangrijke steden zoals Dole, Gray, Vesoul en Besançon. Hun inwoners richtten zich eerder op economische belangen en minder op militaire motieven. Salins was uitermate belangrijk voor hun economie. De stad haalde zout water uit diepe putten en kookte het goedje in enorme ketels om het witte goud in jute zakken te scheppen en te verkopen. Odo probeerde die streek in zijn bezit te krijgen. Besançon was te hoog gegrepen door de aanwezigheid van de daar verblijvende aartsbisschop. Odo besloot dan maar het stadje Dole in te palmen en het te gebruiken als uitvalsbasis. Voor hem lag het maar een dagmars verwijderd van zijn eigen hoofdstad.
In 1332 besloot Odo in Dole een parlement te vestigen, als hoogste juridische instantie voor het graafschap. Prompt kwamen de baronnen van Franche-Comté in opstand. Het conflict bleef aanslepen en legde zwaar beslag op de financiële middelen van Odo. De baronnen hadden in de Engelsen bondgenoten gevonden die sinds 1339 de Honderdjarige Oorlog uitvochten met Frankrijk. Het bleek dat de inval in het vrijgraafschap desastreuze gevolgen had voor de Bourgondische hertog. Daarnaast kreeg Odo te maken met de opmars van de pest die in januari 1348 via de haven van Marseille zich naar het noorden verspreidde. Het stadje Givry, bij Chalon-sur-Saône, raakte na drie maanden 600 van zijn 1200 inwoners kwijt.

### Odo als militair
Tijdens zijn bewind was Odo een loyale adviseur van zijn schoonbroer, koning Filips VI van Frankrijk. In 1328 vocht hij in het graafschap Vlaanderen nadat er daar een opstand was uitgebroken. Tijdens de Slag bij Kassel raakte hij echter gewond. In 1340 verdedigde hij dan weer Sint-Omaars tegen de Engelse en Vlaamse troepen onder leiding van Robert III van Artesië en hij streed aan de zijde van Karel van Blois in de Bretoense Successieoorlog tegen graaf Jan van Montfort.

### Odo en zijn zoon Filips
Van Odo's zes nakomelingen, allemaal jongens, bereikte enkel Filips de volwassen leeftijd. In zijn tijd was hij bekend als "Philippe Monsieur".  Als gehaaide vechtersbaas tijdens toernooien, was hij een bedreven jager met valken en honden. In 1346 trok hij met zijn vader ten strijde in Aquitanië tegen de Engelsen. Aiguilon, gelegen bij de samenvloeiing van Lot en Garonne werd maandenlang belegerd. Tijdens die campagne miste Filips' paard een sprong over een gracht en verpletterde zijn berijder die kort nadien zou bezwijken. Deze klap voor Odo betekende het verlies van zijn enig kind en daarmee verdween ogenschijnlijk iedere hoop op een toekomst van zijn huis.
In 1349 stierf Odo IV van Bourgondië onverwacht in Sens waar hij gesprekken voerde over zijn opvolging. Hij had last van jicht, zoals vele Bourgondische vorsten die er een ongezond dieet opna hielden met zwaar gekruide spijzen, roomsauzen en wijn. Toch was het de pest die hem velde. Hij werd begraven in de abdij van Cîteaux. Odo liet zijn hertogdom achter op de rand van de afgrond. Zijn zoon Filips was, gelukkig voor de dynastie, al getrouwd met Johanna I van Auvergne en hij liet een dochter na van twee jaar oud. Johanna beviel kort na het overlijden van Filips van een jongen. 
Deze kleinzoon van Odo, Filips van Rouvres volgde Odo op als laatste hertog van Bourgondië uit het geslacht van de Capetingen. Eerder al had hij zijn opvolging willen verwezenlijken door de verloving van Johanna, de zuster van Filips van Rouvres te regelen met Amadeus VI van Savoye. Dat gebeurde met veel luister via een huwelijk afgesloten op 8 juni 1348 in het toenmalige Montréal-en-Auxois. Dit contract werd vóór maart 1354 verbroken.

## Nakomelingen
Odo IV en Johanna III kregen zes kinderen:
- een doodgeboren zoon (1322)
- Filips (1323-1346), graaf van Auvergne
- Jan (1325-1327)
- een jonggestorven zoon (1327)
- een jonggestorven zoon (1330)
- een jonggestorven zoon (1335)

## Voorouders
| Voorouders van Odo IV van Bourgondië | Voorouders van Odo IV van Bourgondië                                    | Voorouders van Odo IV van Bourgondië                                    | Voorouders van Odo IV van Bourgondië                                    | Voorouders van Odo IV van Bourgondië                                    | Voorouders van Odo IV van Bourgondië                                             | Voorouders van Odo IV van Bourgondië                                             | Voorouders van Odo IV van Bourgondië                                                 | Voorouders van Odo IV van Bourgondië                                                 |
| ------------------------------------ | ----------------------------------------------------------------------- | ----------------------------------------------------------------------- | ----------------------------------------------------------------------- | ----------------------------------------------------------------------- | -------------------------------------------------------------------------------- | -------------------------------------------------------------------------------- | ------------------------------------------------------------------------------------ | ------------------------------------------------------------------------------------ |
| Overgrootouders                      | Odo III van Bourgondië (1166-1218) ∞ Alix van Vergy (1182-1252)         | Odo III van Bourgondië (1166-1218) ∞ Alix van Vergy (1182-1252)         | Robert III van Dreux (1185-1234) ∞ Aénor van Saint Valery (-1250)       | Robert III van Dreux (1185-1234) ∞ Aénor van Saint Valery (-1250)       | Lodewijk VIII van Frankrijk (1187–1226) ∞ 1200 Blanca van Castilië (1188–1252)   | Lodewijk VIII van Frankrijk (1187–1226) ∞ 1200 Blanca van Castilië (1188–1252)   | Raymond Berengarius V van Provence (1198–1245) ∞ 1220 Beatrix van Savoye (1205–1266) | Raymond Berengarius V van Provence (1198–1245) ∞ 1220 Beatrix van Savoye (1205–1266) |
| Grootouders                          | Hugo IV van Bourgondië (1212-1272) ∞ 1229 Yolande van Dreux (1212-1248) | Hugo IV van Bourgondië (1212-1272) ∞ 1229 Yolande van Dreux (1212-1248) | Hugo IV van Bourgondië (1212-1272) ∞ 1229 Yolande van Dreux (1212-1248) | Hugo IV van Bourgondië (1212-1272) ∞ 1229 Yolande van Dreux (1212-1248) | Lodewijk IX van Frankrijk (1214-1270) ∞ 1234 Margaretha van Provence (1221-1295) | Lodewijk IX van Frankrijk (1214-1270) ∞ 1234 Margaretha van Provence (1221-1295) | Lodewijk IX van Frankrijk (1214-1270) ∞ 1234 Margaretha van Provence (1221-1295)     | Lodewijk IX van Frankrijk (1214-1270) ∞ 1234 Margaretha van Provence (1221-1295)     |
| Ouders                               | Robert II van Bourgondië (1248-1306) ∞ 1279 Agnes Capet (1260-1325)     | Robert II van Bourgondië (1248-1306) ∞ 1279 Agnes Capet (1260-1325)     | Robert II van Bourgondië (1248-1306) ∞ 1279 Agnes Capet (1260-1325)     | Robert II van Bourgondië (1248-1306) ∞ 1279 Agnes Capet (1260-1325)     | Robert II van Bourgondië (1248-1306) ∞ 1279 Agnes Capet (1260-1325)              | Robert II van Bourgondië (1248-1306) ∞ 1279 Agnes Capet (1260-1325)              | Robert II van Bourgondië (1248-1306) ∞ 1279 Agnes Capet (1260-1325)                  | Robert II van Bourgondië (1248-1306) ∞ 1279 Agnes Capet (1260-1325)                  |